# Christian Tomuschat
Christian Tomuschat (né le 23 juillet 1936 à Stettin, Allemagne (aujourd'hui Szczecin, Pologne)) est un juriste allemand. Il est professeur émérite de droit international public et de droit européen à l'Université Humboldt de Berlin et est un ancien membre du Comité des droits de l'homme des Nations Unies et de la Commission du droit international des Nations Unies.

## Carrière
Après avoir obtenu son diplôme en 1955 à Stuttgart, il étudie le droit à Heidelberg et à Montpellier, et obtient son doctorat en 1970. De 1972 à 1995, il occupe la chaire de droit public à l'Université de Bonn.
En 1994, il préside la Commission pour l'éclaircissement historique (CEH) parrainée par l'ONU, après la conclusion des accords de paix entre le gouvernement guatémaltèque et les guérilleros en décembre 1996, qui travaille à enquêter sur les violations des droits de l'homme commises pendant la guerre civile guatémaltèque et publie son rapport final le 25 février 1999.
Depuis 1995, il est membre de l'Académie des sciences de Berlin-Brandebourg et, depuis avril 2003, docteur honoris causa en droit de l'Université de Zurich. Depuis avril 1995, il est titulaire de la chaire de droit public et européen à l'Université Humboldt de Berlin. En mai 2006, il est décoré de l'Ordre Pour le Mérite et, en octobre 2007, il est décoré de la Grand-Croix du Mérite avec étoile.
En 2003, il est chargé par Daimler-Chrysler (aujourd'hui Daimler AG) d'enquêter sur les violations des droits de l'homme que l'entreprise aurait aidées pendant la sale guerre de l'armée argentine contre des opposants présumés, en particulier les disparitions de quatorze membres du syndicat dans son usine Mercedes-Benz. Il publie un rapport indiquant que « MBA [Mercedes-Benz Argentine] a fourni des informations provenant des dossiers du personnel de l'entreprise, notamment des photos de passeport, aux services secrets de l'État à sa demande » qui ont mis les dirigeants syndicaux en danger, et conduit finalement à leur assassinat. En fin de compte, il conclut que les activités de sa filiale Mercedes-Benz ne pouvaient pas être qualifiées d'incitation à l'enlèvement et au Meurtre. Les plaignants critiquent le rapport comme étant du « blanchiment d'entreprise ».
En décembre 2008, alors que l'Allemagne intente une action contre l'Italie devant la Cour internationale de justice, Tomuschat est nommé co-agent représentant l'Allemagne. L'affaire (Immunités juridictionnelles de l'État) allègue que l'Italie a violé le principe de l'immunité souveraine en permettant aux actions civiles des victimes des crimes nazis contre l'Allemagne de se dérouler devant les tribunaux italiens.
En 2013, il est élu président de la Cour de conciliation et d'arbitrage de l’Organisation pour la sécurité et la coopération en Europe (OSCE), pour un mandat de six ans.

## Distinctions
- Pour le Mérite